# 汚い爆弾
汚い爆弾（きたないばくだん、ダーティー・ボム、dirty bomb）または放射性物質散布装置（ほうしゃせいぶっしつさんぷそうち、Radiological Dispersion Device, RDD）とは、放射性物質を拡散する爆弾または装置である。核爆発の効果による被害を目的とする核兵器と異なり、炸薬などの爆発や非爆発手法によって、放射性の汚染物質を拡散させ被害を発生させる。

## 概要
爆発や非爆発手法によって、内部の放射性物質を飛散させ汚染して被害を与える放射能兵器である。放射性物質を利用した兵器だが、核爆発で殺傷する核兵器ではなく、放射性物質を化学兵器同様に拡散させて広範に汚染する兵器である。非爆発的な手法としては、航空機からの散布が挙げられている。
爆弾の場合、その構造も単純で、核物質の飛散を目的に爆弾と放射性物質を組み合わせるだけである。放射性物質も種類や濃度は問わず、高度な技術計算やシミュレーションを要する爆縮レンズの設計や、臨界を生じさせる核物質の精製などを要さず、通常爆弾と同等または格段に低い技術力と設備である「民家のガレージでも製作が可能」ともされ、自爆テロを考慮する最も簡略な設計では時限式や遠隔式などの起爆装置も不要である。2018年現在までテロなどで使用された例はないが、未然に防がれた事例がある。

### 被害
放射性物質の飛散被害は曖昧である。
- 放射性物質の量
- 放射性物質の放射線量
- 内容物の拡散程度
  - 拡散した放射性物質の状態 - エアロゾルとして浮遊する微粒子から落下する破片まで、滞留時間に差異を生ずる。
  - 天候や爆発させた場所の問題 - 天候や地形で拡散条件が変化する。
- 放射性物質の半減期

被害は被曝した線量によるが、混乱や騒擾などの社会不安を誘引する可能性もある。

## 事案
2002年5月8日に、アルカーイダの一員で後にアブドラ・アル・ムジャヒルと改名したホセ・パディージャは汚い爆弾の製造および使用を企てるがアメリカ合衆国政府に拘束されて未遂となる。
使用済み放射性廃棄物の闇取引は巷間され、摘発されている。米原子力規制委員会は年間約300件近い放射性物質紛失の報告を受けており、被曝事故のほかに転用も懸念されている。アメリカの公務員らはテロを懸念して、汚い爆弾を含む放射性物質を検知するポケットベル型の携帯機器を利用している。

## 放射能汚染による効果
汚い爆弾は核汚染が長く残ることが懸念されているが、そういった核汚染の戦略的価値に対する評価も過去の核実験で行われている。2007年7月の記事で、AP通信の軍事記者ロバート・バーンズは、アメリカ軍部上層部は少なくとも1948年7月時点までに、核兵器が引き起こす放射能汚染の軍事戦略上で無視できない「効果」を理解していたことを示唆するメモの存在を指摘している。ビキニ環礁で1946年7月1日と24日に行われた核実験は、2度目の水中爆発で深刻な核汚染が発生したため予定した3度目の実験を中止したが、これに基づくと考えられるメモは「核爆弾を水中で爆発させた場合は爆発で発生する直接的な被害よりも核による汚染のほうが重要となる」「爆発で環状雲が発生し、汚染された水の粒子が風で運ばれて広い範囲に拡散して周辺の生物を速やかに死に至らしめ、飛散した放射性物質の粒子は堆積して周辺の建物を汚染し、長期的な危険を発生させる」ことが記され、「戦略上このような汚染は大都市や工業地域の活動に影響を与える点で核兵器は優れている」と結論している。
1947年に記されたビキニ実験の極秘扱いとされる公式評価資料は「核汚染が短時間ないし長期に生命を脅かす範囲を、目に見える境界線を持たず生み出すことによって、汚染と死の懸念は常に生き残った者に付いてまわり、何千から何百万の避難民は交通を麻痺させ、身に着けている衣服や荷物が汚染を拡散させる懸念、そして汚染地域から避難民へ独特な心理面で危険が生まれる」ことを示唆している。これは「爆薬で核物質を飛散させることを目的とした爆弾」汚い爆弾に共通する。
現代の軍隊は原発災害や汚い爆弾・テロリズムへの対応も求められているが、原子力災害である福島第一原子力発電所事故におけるトモダチ作戦は放射能汚染下でアメリカ海兵隊の航空機が行う初めての作戦となった。同作戦に参加した在日海兵隊当局者は米軍の対応を研究する上で有益な作戦だったとの認識を示している。沖縄駐留海兵隊が被災地への救援物資輸送に使用した航空機や乗組員は微量ながら汚染され、特に圧縮空気をエンジンに送り込む部分周辺の汚染が強かった。除染に要する時間は飛行計画にも影響を与えたが、価値ある教訓になったとしている。

## 汚い爆弾を扱った作品
映画
『007 ゴールドフィンガー』
1964年の米英合作映画。自らが保有する金の価格暴騰を目論み、アメリカ合衆国金塊貯蔵庫に保管されている膨大な金塊を放射能汚染させようとする富豪と主人公の対決を描いた作品。原作小説では金塊強奪を目論む旧ソ連諜報工作員との対決を扱っている。
『24 -TWENTY FOUR-』
シーズン2でテロリストが使用する可能性のある爆弾の一つとして登場。
『ピースメーカー』
1997年の米国の映画。テロリストが核兵器を汚い爆弾として使う。
小説
『旭日の艦隊』
作中では「後世世界」と呼称する並行世界における、ナチス・ドイツの兵器「原子炉爆弾水中航行船『ホズ』」として登場する。ニューヨークを標的とした軍事作戦を想定して開発・配備、実戦投入される。
『ニセコ要塞1986』
物語中盤でスミノフ軍が北海道島北部の「核遺跡」から発掘した放射性物質を雄冬要塞攻略に使用し、要塞を守備していた日本列島防衛軍 (IBM軍) を撤退に追い込む。
『ダーティ・ボマー』
大石英司の作品。イスラム過激派が、アメリカ各地でイエローケーキを用いた核汚染を核攻撃と並行して引き起こす。
また、日本国内でも極左過激派がイエローケーキの散布を計画する。
漫画
『オメガ7』
Vol.4でテロリストが都内に設置し、これを発見した自衛隊特殊部隊「オメガ」が急遽解除を行う。
『パイナップルARMY』
最終エピソードは奪取された核物質を散布してヨーロッパ全域を壊滅させようとする組織との戦いとなる。
ゲーム
『デトロイト ビカム ヒューマン』
反乱を起こしたアンドロイド達が軍から強奪し、作中でプレイヤーが起爆するかしないかを選択する場面がある。日本語版では「化学兵器」とぼかされているが、海外版では「DIRTY BOMB（＝汚い爆弾）」と表記されている。
『コール オブ デューティ モダン・ウォーフェアIII』
最終ミッションでウラジミール・マカロフ率いるロシアのPMC「コンニ・グループ」が英仏海峡トンネルの渡り線に設置するが、タスクフォース141のジョン・プライス大尉とカイル・“ギャズ”・ギャリック軍曹が解除する。